# ISO 3166-2:MU

Mapa administrativního členění státu Mauricius

Kódy ISO 3166-2 pro Mauricius identifikují 9 distriktů a 3 dependence (stav v roce 2020). První část (MU) je mezinárodní kód pro Mauricius, druhá část sestává z dvou písmen identifikujících distrikt.

## Seznam kódů
```
MU-AG Agalega Islands (dependence)
MU-BL Black River
MU-CC Cargados Carajos Shoals (dependence)
MU-FL Flacq
MU-GP Grand Port
MU-MO Moka
MU-PA Pamplemousses
MU-PL Port Louis
MU-PW Plaines Wilhems
MU-RO Rodrigues (dependence)
MU-RR Riviere du Rempart
MU-SA Savanne
```